# Яніс Тільбергс
Яніс Робертс Тільбергс (латис. Jānis Roberts Tillbergs або Іван Христофорович Тільберг; *20 липня (2 серпня) 1880 — 7 листопада 1972, Рига) — латвійський радянський живописець, портретист, графік та скульптор.

## Навчання
В 1892 році закінчив початкову школу, маючи здібності до малювання. Потім шість років (до 1898 р.) навчався у Ризькому міському реальному училищі. Паралельно із навчанням працював бухгалтером і креслярем.
Згодом, скульптор Август Фольц і живописець Борхерт на вечірніх курсах Ризького ремісничого училища навчили його ліплення і малювання.
У 1900 році Яніс Тільбергс вступив до студії Дмитрієва-Кавказького у Санкт-Петербурзі. З 1901 по 1909 роки навчався в Імператорській Академії мистецтв. Вчителями художника були Савінський Василь Євменієвич, Ціонглінський Ян Францевич та Творожніков Іван Іванович.

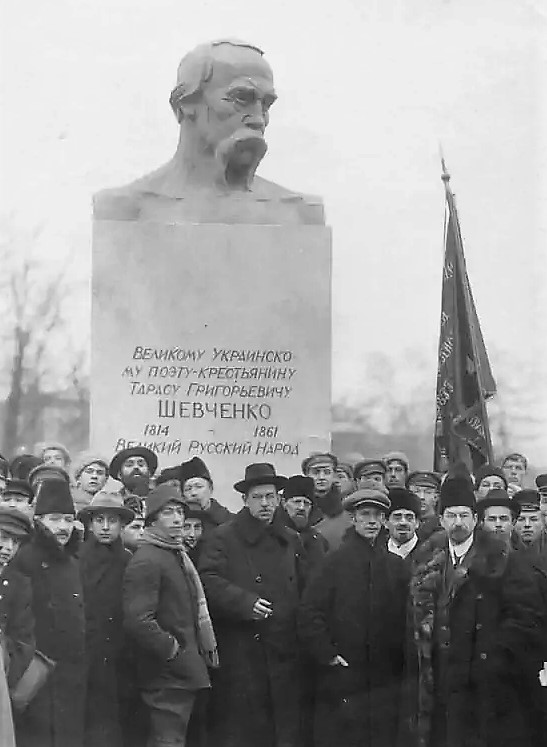
В 1918 році було відкрито памятник Тарасу Шевченку роботи Тільбергса в Петрограді

Але найбільший вплив на молодого художника справив викладач Кардовський Дмитро Миколайович, у якого він навчався з 1904 року. У Кардовського він засвоїв новий академічно-раціоналістичний спосіб зображення (зображення дійсності на основі структури об'єкта залежно від умов освітлення). Цей метод Тільбергс пізніше використав у своїй викладацькій роботі.

## Творчість
У 1901 році Я. Тільбергс намалював першу карикатуру для латвійського журналу «Ауструмс» («Схід») як ілюстрацію до розповіді Андрієвса Ніедри «Голод і любов».
За роки навчання в Академії мистецтв, Яніс Тільбергс майстерно опанував прийоми графіки і різних видів гравюр.
Починаючи з 1906 року, Тільбергс, разом з групою латвійських художників-однодумців Вільгельмом Пурвітом і Ріхардом Заріньшом, а також скульптором Густавом Шкільтерсом, видавав у Петербурзі сатиричний журнал «Звари» («Ваги»), випустивши загалом 10 чисел. Також Тільбергс малював карикатури для петербурзьких газет і гумористичного журналу «Сірий вовк». http://nekropole.info/lv/Janis-Roberts-Tillbergs[недоступне посилання з серпня 2019]
У грудні 1918 року Яніс Тільбергс призначається керівником скульптурної майстерні Народного художнього училища у Вітебську в Білорусі. А вже у лютому 1919 року Тільберг обіймає посаду заступника директора Художнього училища. Ще через рік повертається до Латвії — у Ригу. [[Біографія Яніса Тільбергса|http://www.makslasvesture.lv [Архівовано 12 січня 2020 у Wayback Machine.]]]

### Картини
- Полотно з життя латишів «Базар в Єлгаві» (1907 р.).
- «Портрет латишки» (1908 р.)
- «П'єта» (1909 р.)

### Скульптури
Скульптура з гіпсу «Бюст матері» (1908 р., виставка «Нове суспільство художників»).

## Нагороди
- 1905 року Яніс Тільбергс отримав першу премію на конкурсі плаката, графіки та гравюри, яку проводила Академія мистецтв, за двобарвну ксилографію «Рембрандт, що працює над офортом».
- В 1907 році він був удостоєний премії за ескіз вугіллям по темі «Йосип і його брати».

## Педагогічна діяльність
1911 року працював викладачем Ризької художній школі. 1918—1919 викладав у Вітебській художній школи. Після повернення до Латвії був професором Латвійської Академії мистецтв з 1921 до 1932 рр. та з 1947 до 1957 рр. В 1940—1941 рр. працював на факультеті архітектури Латвійського університету, а з 1946 до 1948 рр. в Ризькій художній школі.

## Мандри
Взимку 1906 року Тільбергс відвідав Париж і практикувався в майстерні художників-реалістів Шарля Котте і Жака Еміля Бланша, відвідував музейні експозиції . Його цікавив живопис сучасників, які завоювали міжнародну популярність, таких як Джон Сарджент, Джеймс Уістлер, Ліонело Балестреро, а також старі британські майстри — Джошуа Рейнольдс, Томас Гейнсборо, Генрі Реборн.